# Convento de Nuestra Señora del Carmen (Zaragoza)
El convento de Nuestra Señora del Carmen fue un convento situado en la calle de este nombre en dirección a la puerta del Carmen en la ciudad de Zaragoza, España.

## Historia
El convento fue fundado por los religiosos carmelitas en 17 de junio de 1290.
En 1429 desapareció en circunstancias misteriosas el célebre arzobispo Alonso de Argüello, que, según algunos autores, habría sido ejecutado en el convento y sepultado en secreto, por orden del rey Alfonso V. Según escribió Jerónimo Zurita en su obra Anales de la Corona de Aragón:

"Fue preso [el arzobispo] en Zaragoza a 4 del mes de febrero; y hay memorias en que se escribe que murió a 7 del mismo; y como no se denunció su muerte al cabildo de su iglesia hasta 27 de noviembre deste año
–tantos días después– quedó muy confirmada fama entre las gentes que fue muerto en la prisión en el monesterio del Carmen de Zaragoza. Y otros escriben que fue ahogado en el río".

También en este convento se celebraron Cortes en 2 de octubre de 1441, a las que asistió la reina María, esposa del rey Alfonso V, entonces en Italia, y en ellas fueron ordenados los dos célebres fueros en favor del Justicia de Aragón relativos a no poder ser depuesto del oficio por sola la voluntad del rey ni preso por causa civil sino por mandamiento conjunto del rey y de las Cortes.
Este edificio grandioso, con una espaciosa iglesia derruida en tiempo de los sitios, fue en parte  habilitado una vez concluida la guerra de la Independencia. La antigua iglesia contenía un retablo mayor de los mejores que había en esta ciudad, obra del célebre escultor Damián Forment. En el claustro de dicho convento se veía pintada la vida de San Elías por el acreditado profesor Francisco Ximénez.
El convento fue suprimido como todos en las desamortizaciones de 1835 y destinado poco tiempo después para parque de artillería. Luego, se edificó sobre él un cuartel de artillería.

## Sublevación anarquista
En la madrugada del 9 de enero de 1920 se produjo en el cuartel un intento de sublevación de carácter anarquista llevado a cabo por algunos soldados. Convencidos y liderados por Ángel Chueca, un quiosquero anarquista, intentaron reducir al centinela, produciéndose una refriega en la que murieron un alférez y un sargento del cuerpo de guardia.
Viendo peligrar la sublevación, Chueca decidió salir a buscar ayuda, acompañado de algunos de los militares sublevados. Intentaron apoderarse de la redacción del Heraldo de Aragón, pero un redactor consiguió avisar a las autoridades y dar la alarma.
Fue enviada la Guardia Civil a sofocar la rebelión, encontrando resistencia y hubo intercambio de disparos entre ambas partes, resultando muerto Chueca, quien había regresado al acuartelamiento. 
Recuperado el orden, se comprobó que nueve soldados se habían fugado, aunque fueron localizados poco después en una venta, camino de Logroño. Uno de ellos se suicidó y los restantes fueron juzgados en consejo de guerra sumarísimo. El 10 de enero, un cabo y siete soldados fueron fusilados en el patio del cuartel.
En diciembre de ese mismo año, Adolfo Gutiérrez, el redactor del Heraldo de Aragón que dio aviso de los hechos a las autoridades, fue acribillado a balazos, muriendo en febrero siguiente.

"Acto seguido, a raíz del hecho, se formuló querella judicial contra los hermanos Ascaso. El mayor, Domingo, logró huir, pero el menor, Francisco, un camarero, fue apresado. El dueño, los camareros y los huéspedes del hotel donde él trabajaba, declararon unánimemente que éste estaba trabajando en el momento de ocurrir el hecho. Sin embargo, habría sido seguramente condenado a muerte, como el fiscal había solicitado, si la población de Zaragoza no hubiese opuesto resistencia y proclamado la huelga general para el día del pronunciamiento de la sentencia. Dadas las circunstancias, el jurado prefirió absolver a Ascaso".Hans Magnus Enzensberger

Ramón J. Sender, que conoció y trató al quiosquero Ángel Chueca, escribió sobre él y los acontecimientos en El mancebo y los héroes, de su obra Crónica del alba 2. También Benjamín Jarnés narra los hechos en Lo rojo y lo azul (1932).